# Halichoeres malpelo
Halichoeres malpelo es una especie de peces de la familia Labridae en el orden de los Perciformes.

## Morfología
Los machos pueden llegar alcanzar los 15 cm de longitud total.

## Distribución geográfica
Halichoeres malpelo es una especie endémica de la Isla de Malpelo, en el departamento del Valle del Cauca en Colombia.